# Merindad de Río Ubierna
Merindad de Río Ubierna é um município da Espanha na província de Burgos, comunidade autónoma de Castela e Leão, de área 275,228 km² com população de 1376 habitantes (2007) e densidade populacional de 5,06 hab/km².

## Demografia
| Variação demográfica do município entre 1991 e 2004 | Variação demográfica do município entre 1991 e 2004 | Variação demográfica do município entre 1991 e 2004 | Variação demográfica do município entre 1991 e 2004 |
| --------------------------------------------------- | --------------------------------------------------- | --------------------------------------------------- | --------------------------------------------------- |
| 1991                                                | 1996                                                | 2001                                                | 2004                                                |
| 1117                                                | 1253                                                | 1330                                                | 1389                                                |